# Шансон
Шансо́н (на френски: chanson – песен) е музикален жанр, който се използва предимно за вид френска песен. Може да означава:
1. Песен на френски език от епохата на Средновековието и Ренесанса
2. Вид поп песен в стил кабаре

Съвременни изпълнители на този жанр са Шарл Азнавур, Жилбер Беко, Жак Брел, Лео Фере, Жулиет Греко, Ив Монтан, Едит Пиаф, Емил Димитров и други.